# P311
HMS P311 war ein U-Boot der britischen Royal Navy im Zweiten Weltkrieg. Das zur Taciturn-Klasse gehörende Kriegsschiff wurde seit Januar 1943 im Mittelmeer vermisst. 2016 wurde sein Wrack aufgefunden.

## Einsatzgeschichte
Die P311 wurde am 25. April 1941 bei Vickers-Armstrongs auf Kiel gelegt. Der Stapellauf fand am 5. März 1941 statt. Die Indienststellung folgte am 7. August 1942. Das U-Boot gehörte zu den Einheiten seiner Klasse, deren Druckkörper genietet war.
Im November 1942 wurde die frisch in Dienst gestellte P311 der 10. U-Boot-Flottille zugeteilt und auf der belagerten Mittelmeerinsel Malta stationiert.
Im Januar 1943 sollte P311 im Rahmen der Operation Principle bemannte Torpedos des Typs Chariot nach La Maddalena bringen, wo zwei italienische Kreuzer angegriffen werden sollten. Die beiden älteren U-Boote Trooper und Thunderbolt hatten die Aufgabe, Chariot-Torpedos nach Palermo zu bringen, um dort den neugebauten italienischen Leichten Kreuzer Ulpio Traiano zu verminen.
Die P311 ging schon während des Anmarsches unter ungeklärten Umständen verloren. Vermutlich wurde sie das Opfer eines Minentreffers. Sie wurde am 8. Januar 1943 für vermisst erklärt. Es gab keine Überlebenden.
Die beiden anderen U-Boote waren erfolgreicher. Die Ulpio Traiano wurde am 3. Januar 1943 versenkt. Ein weiteres Transportschiff wurde schwer beschädigt.
Kommandant der P311 war während der gesamten Dienstzeit, vom 8. Juni 1942 bis zum 8. Januar 1943, Cdr. Richard Douglas Cayley.

## Das Wrack
Anfang des Jahres 2016 fanden italienische Taucher die Reste des Bootes in der Nähe der Insel Tavolara in 80 Meter Tiefe. Das Boot ist am 31. Dezember 1942 oder kurz danach in einem italienischen Minenfeld vor der Insel in Verlust geraten.

## Schiffsname
P311 war das einzige Boot der T-Klasse, das keinen eigenen Namen trug. Winston Churchill forderte im November und Dezember 1942 die Admiralität mehrfach auf, allen U-Booten individuelle Namen zu geben. Als Schiffsname für die P311 war Tutankhamen nach dem ägyptischen Pharao Tutanchamun vorgesehen. Genauso wie das S-Klasse-Boot P222 ging die P311 aber verloren, bevor sie offiziell umbenannt werden konnte.